# José Díaz Nieva
José Díaz Nieva (España, Pontevedra, Sangenjo; 20 de mayo de 1964) es un profesor, politólogo y un doctor especializado en historia política de hispanoamericana, específicamente de Chile, aunque también ha escrito textos sobre Argentina, Bolivia, Perú y México. Actualmente se desempeña como profesor titular de derecho y del programa de magíster en la Universidad Santo Tomás en su sede de Santiago de Chile, también ha sido profesor en la Universidad Complutense de Madrid, Universidad CEU San Pablo, Universidad Autónoma de Chile, Universidad de Concepción, Universidad Bernardo O'Higgins, Universidad de los Andes, Universidad Central de Chile, Universidad del Desarrollo y la Universidad Europea de Madrid. 
Se desempeñó como vicepresidente de la organización carlista Círculo Cultural “Antonio Molle Lazo”, y también estuvo vinculado a la Secretaría Política de Sixto Enrique de Borbón. Fue representante en Chile de la organización tradicionalista y carlista Consejo de Estudios Hispánicos Felipe II. No obstante también se le vincula con ciertos sectores conservadores (Razón Española) y de la Nouvelle Droite  (Punto y coma).

## Obras

### Libros
- El estado y la Constitución (1a. ed edición). Universidad Nacional de Educación a Distancia. 1997. ISBN 84-362-3595-9. OCLC 50043173.
- Chile : de la Falange Nacional a la Democracia Cristiana (1. ed edición). Universidad Nacional de Educación a Distancia. 2000. ISBN 84-362-4276-9. OCLC 48635331.
- José Antonio : visiones y revisiones : bibliografía de, desde y sobre Jose Antonio Primo de Rivera. Ediciones Barbarroja. 2002. ISBN 84-87446-38-8. OCLC 51846129.
- Patria y libertad : la vanguardia juvenil contra Allende. 2014. ISBN 978-84-87446-87-0. OCLC 880932867.
- Patria y Libertad : el nacionalismo frente a la Unidad Popular (Primera edición edición). 2015. ISBN 978-956-8979-64-5. OCLC 953624313.
- El movimiento nacional socialista o el nazismo con "C". 2016. ISBN 978-956-9065-71-2. OCLC 990339817.
- El nacionalismo bajo Pinochet: 1973-1993. Ediciones Historia Chilena. 2016. ISBN 9789569080142. OCLC 1026156177.
- Jorge Prat Echaurren, 1918-1971 : escritos, discursos y documentos (Primera edición edición). 2019. ISBN 978-956-9218-29-3. OCLC 1296611051.